# Escudo de Zapotillo (Ecuador)

## Descripción
La parte superior del escudo lleva un casco del tipo español en tiempo de la conquista, representando el paso de Sebastián de Benalcázar por tierras zapotillanas, desde los andes bajos  hacia la conquista del Reino de Quito, por esto bien podrían decir los zapotillanos que San Sebastián de Zapotillo, como lo bautizaron los españoles, fue el primer pueblo fundado en lo que hoy es el territorio ecuatoriano. 
En el contorno del escudo se aprecia la bandera del Ecuador significando la soberanía de un pueblo que geográficamente está rodeado por territorio peruano y sin embargo ha estado siempre presto a la defensa de sus fronteras Norte, Sur y Oeste. 
Dentro del escudo se pueden observar seis divisiones o cuarteles:
- En el primer cuartel el fondo blanco significa la paz de su gente y su honradez, en el centro el ave fénix, símbolo de los antiguos egipcios y griegos (ave que moría y de las cenizas resurgía) representa al pueblo zapotillano que a pesar de haber sido incendiado en la guerra del 41, sequías, terremotos ha resurgido y ha salido adelante.
- El segundo cuartel con fondo verde en forma de flecha direccionado a la derecha significa el progreso y avance de Zapotillo y las cinco estrellas representando a las cinco parroquias que conformaban este cantón.
- El Tercer cuartel representa el cielo celeste ya que la mayor parte del tiempo Zapotillo tiene un cielo despejado y un sol radiante que atraviesa los tres cuarteles.
- En el cuarto cuartel se observa tres montañas de diferente color significando: La montaña verde del fondo es la producción agrícola en poca escala, la montaña gris es el suelo zapotillano representando por lutitas (cascajo) y la montaña naranja son las tierras fértiles que aún no han sido explotadas.
- El quinto cuartel muestra un río en forma de zeta que representa a Zapotillo y sus fuentes hídricas, un bote en el centro que significa el comercio internacional con el Perú y el turismo, al frente los sembríos de coco, tamarindo y cebolla.
- El sexto cuartel de color rojo, la sangre de héroes derramada en Zapotillo en defensa del territorio ecuatoriano.

El escudo descansa sobre una cinta, en la que se puede leer CANTÓN ZAPOTILLO, con los colores de la bandera del Cantón en la que están grabadas las fechas 1534 de su fundación y 1980 de su cantonización